# Redlichiina
Sous-ordre
Les Redlichiina forment  un sous-ordre de trilobites, arthropodes marins aujourd’hui éteints, appartenant à l'ordre des Redlichiida.
Il contient trois super-familles, les Emuelloidea, les Redlichioidea et les Paradoxidoidea. Étant parmi les plus anciens connus, ils datent du Cambrien inférieur et sont disparus (peut-être en évoluant en membres de l'ordre des Ptychopariida) vers la fin du Cambrien.